# Thourotte

Thourotte este o comună în departamentul Oise, Franța. În 1 ianuarie 2022 avea o populație de 4.460 de locuitori.